# 浦上玉堂

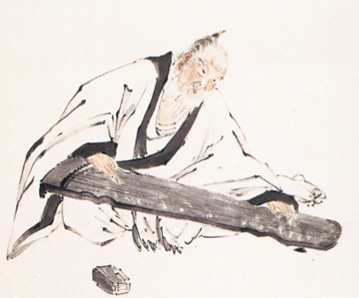
『玉堂寿像』。長男の浦上春琴による天保10年（1813年）の作。紙本墨画淡彩。岡山県立美術館蔵。

浦上 玉堂（うらかみ ぎょくどう、延享2年〈1745年〉 - 文政3年9月4日〈1820年10月10日〉）は、江戸時代の文人画家、備中岡山藩支藩の鴨方藩士（50歳の時に脱藩）。諱は孝弼（たかすけ）、字は君輔（きんすけ）、通称は兵右衛門。35歳の時、「玉堂清韻」の銘のある中国伝来の七絃琴を得て「玉堂琴士」と号した。父は宗純。

## 経歴

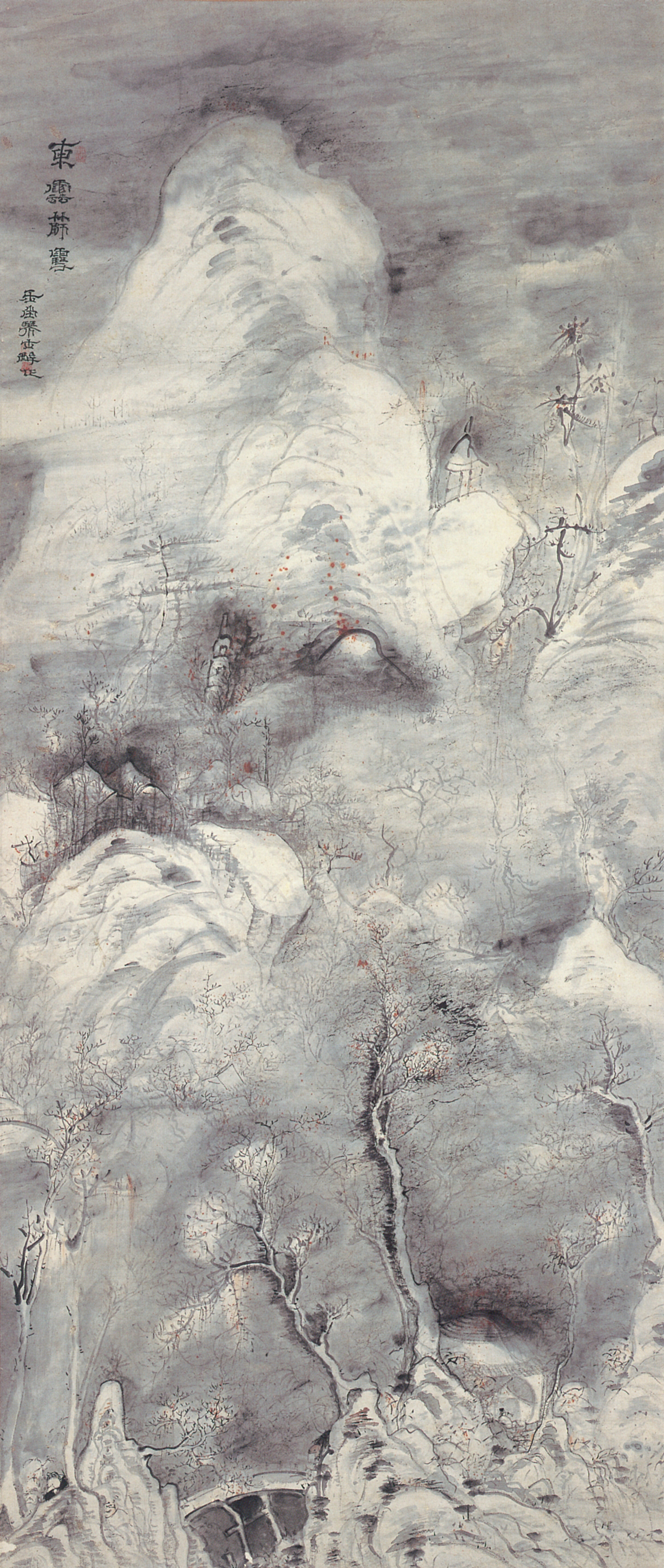
『東雲篩雪図』（国宝）

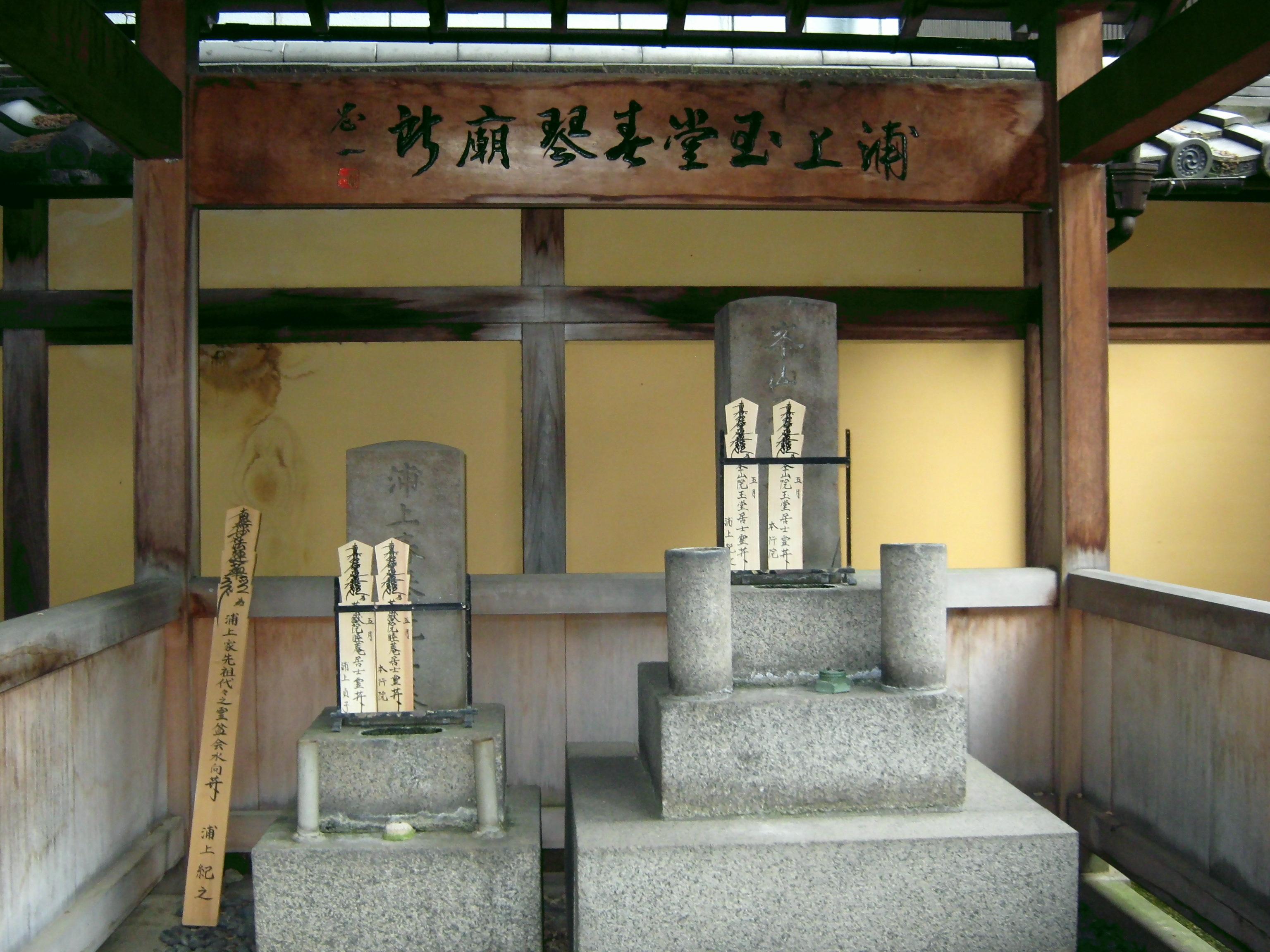
浦上玉堂廟所（本能寺）

延享2年（1745年）、岡山藩の支藩鴨方藩（現在の岡山県浅口市）の藩邸に生まれる。藩邸があった場所には現在、岡山県立美術館が建っている。玉堂は播磨・備前の戦国大名であった浦上氏の末裔で、系図上では浦上一族の浦上備後守の曾孫とされるが、実際はさらに代は離れているようである（『浦上家系図』では備後守は宗景の孫とされるが、実際は同時代の人物である）。
鴨方藩の大目付などを勤める程の上級藩士であった傍ら、若年より学問、詩文、七絃琴などに親しむ。多数の絵画に加えて、脱藩直後には漢詩集『玉堂琴士集』（寛政6年〈1794年〉）も著している。藩士時代から、膨大な蔵書を有する「経誼館」も営んでいた岡山城下の豪商河本家、大坂の豪商かつ文化人であった木村蒹葭堂と付き合いがあり、そこに出入りする文人墨客とも交流があったとみられる。50歳の時に武士を捨て、2人の子供（春琴と秋琴）を連れて脱藩（妻はその2年前に亡くなっていた）。友人の岡山藩士であった斎藤一興は『池田家履歴略記』では玉堂のことを「性質隠逸を好み常に書画を翫（もてあそ）び琴を弾じ詩を賦し雅客を迎え世俗のまじらひを謝し只好事にのみ耽りければ勤仕を心に任せずになり行き」と、脱藩の理由を推測している。玉堂本人は岡山の土を二度と踏むことはなかったが、春琴は何度か訪れ、孫が浦上家再興を許されている。
以後は絵画と七絃琴を友に諸国（江戸、京都、大坂、信濃など）を放浪。晩年の文化10年（1813年）、春琴一家とともに京都に落ち着いた。画作や各地での滞在には文人間のネットワークが生きたほか、書画を斡旋したり、保科正之を祀る土津神社の神楽復活のため招かれた会津藩に息子の秋琴を仕官させたりするなど経済面への配慮も怠らなかった。長崎では大田南畝（蜀山人）、広島では頼春水、金沢では寺島蔵人、大坂では田能村竹田と面会・同宿している。
特に60歳以降に佳作が多い。代表作の『東雲篩雪（とううんしせつ）図』は川端康成の愛蔵品として知られる。

## 代表作
国宝
- 東雲篩雪図（川端康成記念会所蔵）

重要文化財
- 山中結廬図（東京国立博物館蔵）絹本淡彩 寛政4年（1792年）
- 煙霞帖（梅沢記念館蔵）紙本著色 文化8年（1811年）
- 秋色半分図（愛知県美術館蔵）紙本墨画淡彩 文政元年（1818年）
- 酔雲醒月図（愛知県美術館蔵）紙本墨画淡彩 文政元年（1818年）
- 山水図（深山渡橋図）（愛知県美術館蔵）紙本墨画淡彩 文政元年（1818年）
- 五言絶句（愛知県美術館蔵）文政元年（1818年）

『秋色半分図』から『五言絶句』までの4点は別々に表装されているが、本来は1幅に描かれていたもの。
- 山紅於染図（さんこうおせんず）（愛知県美術館蔵）
- 双峯挿雲図（出光美術館蔵）紙本墨画
- 籠煙惹滋図（ろうえんじゃくじず）（出光美術館蔵）紙本墨画
- 一晴一雨図（個人蔵）紙本墨画淡彩
- 山雨染衣図（岡山県立美術館蔵）
- 鼓琴余事帖（個人蔵）

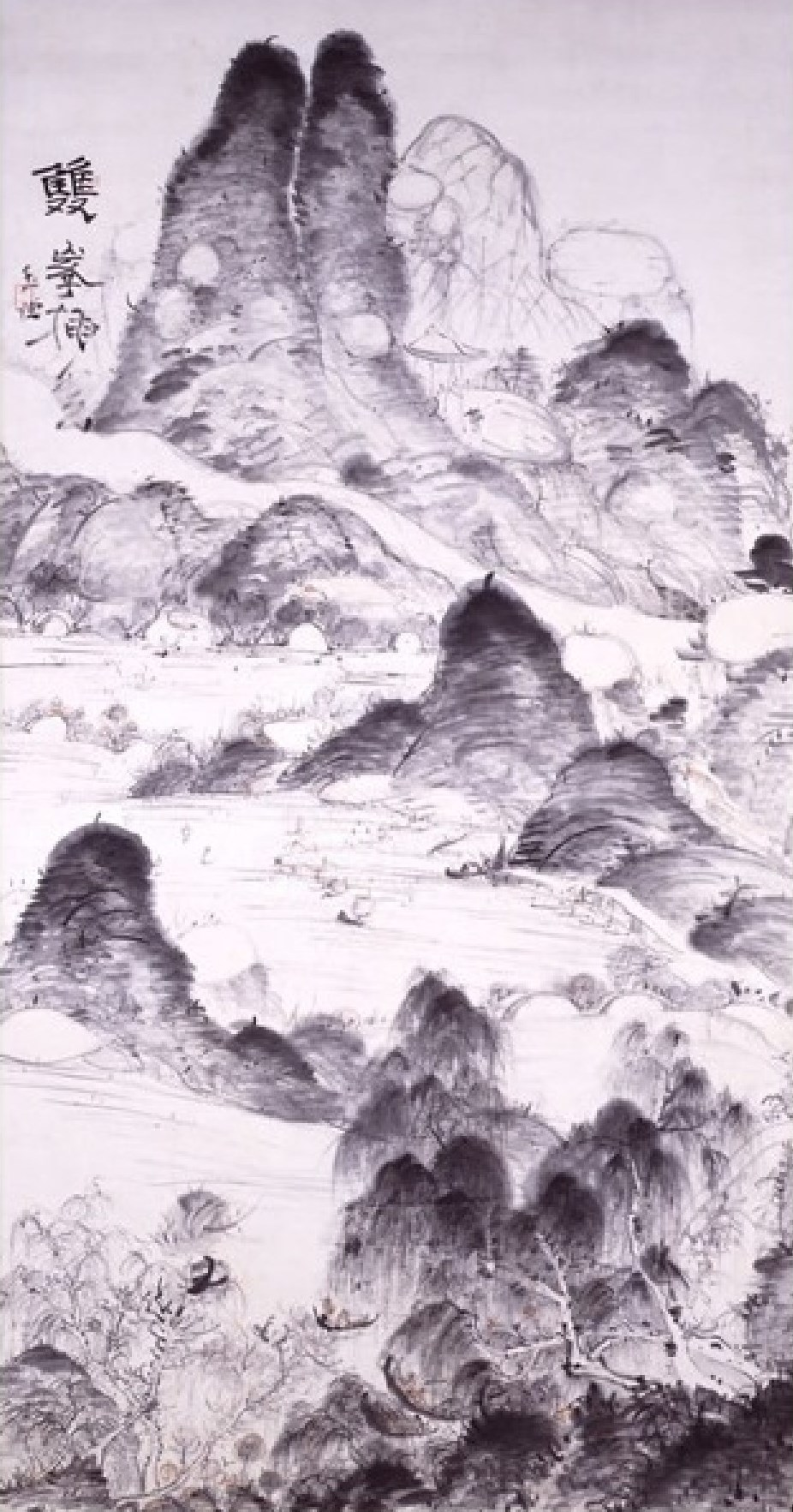
『双峰挿雲図』
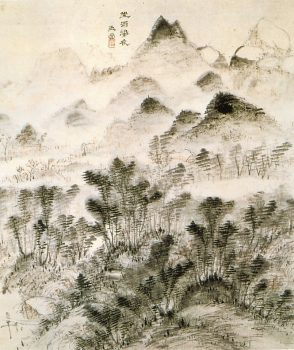
『山雨染衣図』

## 近年の研究書・評伝・図録
- 吉澤忠『玉堂・木米』＜水墨美術大系第13巻＞講談社、1975年
- 鈴木進ほか『浦上玉堂画譜』中央公論美術出版、1977-78年
- 脇田秀太郎『浦上玉堂』＜日本美術絵画全集第20巻＞集英社、1978年
- 佐々木丞平『浦上玉堂』＜ブックオブブックス日本の美術第56巻＞小学館、1980年
- 武田光一『シリーズ日本絵画の巨匠たち その生涯と作品と創造の源 第50号 浦上玉堂』週刊アーティスト・ジャパン 分冊百科・同朋舎出版、1993年
- 『浦上玉堂　水墨画の巨匠第13巻』杉本秀太郎・星野鈴解説、講談社、1994年
- 『浦上玉堂画集』山陽新聞社出版局、1995年
- 久保三千雄『浦上玉堂伝』新潮社、1996年
- 『浦上玉堂 新潮日本美術文庫第14巻』佐藤康宏解説、新潮社、1997年
- 『浦上玉堂』岡山県立美術館・千葉市美術館（2006年9月－12月）での展覧会図録
- 高橋博巳『浦上玉堂 白雲も我が閑適を羨まんか』ミネルヴァ書房・日本評伝選、2020年
- 『浦上玉堂関係叢書』「浦上家の歴史」「浦上玉堂父子の藝術」「資料編 I ・II」著者浦上家史編纂委員会編 出版社学藝書院、2021年